# Géographie des Pays de la Loire
 (août 2008).
Si vous disposez d'ouvrages ou d'articles de référence ou si vous connaissez des sites web de qualité traitant du thème abordé ici, merci de compléter l'article en donnant les références utiles à sa vérifiabilité et en les liant à la section « Notes et références ».
Cet article fournit diverses informations sur la géographie des Pays de la Loire.
Les Pays de la Loire sont une région du Grand Ouest français regroupant les départements de la Loire-Atlantique, de Maine-et-Loire, de la Mayenne, de la Sarthe et de la Vendée.

## Géographie physique
| Golfe de · Gascogne Mont des Avaloirs · 416 m Île de Noirmoutier Île d'Yeu Marais poitevin Bassin parisien Bassin aquitain Massif armoricain Basse-Loire Val de Loire Presqu'île de Guérande La Sèvre Nantaise La Sarthe La Mayenne La Loire |

C'est une région avec peu de relief : les collines de Vendée au sud et les Coëvrons, les Alpes mancelles et les collines du Perche au nord. Le point culminant est le mont des Avaloirs qui culmine à 416 mètres.
Environ 40 % du territoire de la région sont occupés par des milieux naturels, dont 320 000 hectares de forêt, 614 000 hectares de pairies, 200 000 hectare de zones humides et 160 000 km de haies.

### Géologie
Trois vastes basins houillers français s'étendent dans la région : celui de Vendée (notamment exploité à Faymoreau de 1775 à 1958), celui de Basse Loire (notamment exploité à Montrelais) et celui de Laval.

### Faune et flore
La flore est composée de 1 819 espèces dont 40 % sont listées sur une « liste rouge régionale » comme étant en situation précaire.
L'inventaire faunistique régional recense autour de 500 espèces, dont 50 % des reptiles, 65 % des amphibiens et 33 % des mammifères sont en danger.

### Parcs naturels
Il existe 4 parcs naturels régionaux : Normandie-Maine (en commun avec la région Normandie), Loire-Anjou-Touraine (en commun avec la région Centre-Val de Loire), le Parc interrégional du Marais Poitevin (en commun avec la région Nouvelle-Aquitaine) et le parc naturel de Brière (en Loire-Atlantique), dont 3 labellisés,.

## Géographie humaine
| 50 km1:2 230 000 Capitale nationale Capitale régionale Préfecture de département Sous-préfecture |

| Localisation des Pays de la Loire en France |

| 50 km1:2 230 000 Capitale nationale Capitale régionale Préfecture de département Sous-préfecture |

| Localisation des Pays de la Loire en France |

| 50 km1:2 230 000 Capitale nationale Capitale régionale Préfecture de département Sous-préfecture |

| Localisation des Pays de la Loire en France |

| 50 km1:2 230 000 Capitale nationale Capitale régionale Préfecture de département Sous-préfecture |

| Localisation des Pays de la Loire en France |

La géographie des Pays de la Loire s'articule autour de différents cours d'eau et de différentes Métropoles. Ces dernières sont au nombre de trois et donnent à la région par leur grandeur, leur population et leur puissance économique une place de choix dans l'espace Français tout entier. L'aire métropolitaine de Nantes est incontestablement la grande cité de la région, dynamique, ouverte sur la mer et très peuplée, La 5e aire urbaine de France par sa population apporte énormément à la région. Elle est la ville primordiale de la Loire, possède de ce fait, une ouverture par l'eau, de même que par l'air grâce à son aéroport : Nantes Atlantique. Les aires urbaines restent cependant relativement rare dans les pays de La Loire puisque les seules autres grandes métropoles restent Le Mans et Angers. À elles deux, elles possèdent une parfaite complémentarité dans l'espace régional avec toutes deux leurs atouts. Elles possèdent de grands atouts écomiques, culturels et surtout sont deux villes à la géographie très « naturelle ». Angers s'articule autour de la Loire et garde de nombreux espaces boisés tandis que le Mans, traversé par la Sarthe offre également une excellente floraison[réf. nécessaire] pour une métropole de cette taille.
Angers et Le Mans restent des villes « secondaires » après Nantes puisque possédant chacune un port, un aéroport (Angers-Marcé et Le Mans-Hunaudières) et une grande autonomie, elles sont des villes moyennes d'importance économique stratégique diverses sur le plan national. Ces trois métropoles sont donc à séparer des autres villes comme Laval ou La Roche-sur-Yon, puisque dépassant allègrement les 200 000 habitants en périphérie, elles composent les éléments moteurs de l'économie de la région. D'ici à 2010, toutes ces métropoles posséderont leur tramway, puisque Nantes conserve toujours le sien (4 lignes), celui du Mans est en service depuis 2007 tandis qu'Angers a inauguré le sien en juin 2011. Finalement, et malgré les rivalités départementales, les trois villes qu'historiquement rien ne rapproche se trouvent liées par une même perspective d'évolution démographique et économique constante puisque étant l'une des plus puissantes régions de France.
Connaît-on les villages des Pays de la Loire ? Les villes, Nantes, Angers, Le Mans, et les manifestations comme le Vendée Globe, les 24 Heures du Mans ou les Folles Journées de Nantes semblent occuper tout l'espace. Pourtant, cette région coincée entre la Loire et l'Atlantique a, en l'espace de dix ans, gagné 220 000 nouveaux arrivants qui ont massivement investi les petites communes. Un phénomène qui s'explique surtout par l'équilibre du maillage « urbain-rural ». Les bourgs sont très attractifs pour les citadins, car ils jouissent du rayonnement des grandes villes sans pour autant être écrasés par leur présence. Grâce à une forte vie associative, les petites communes des Pays de la Loire ont, en effet, su préserver et transmettre les traditions et le folklore local.
| Position | Ville               | Population | Rang National | Département |
| -------- | ------------------- | ---------- | ------------- | ----------- |
| 1        | Nantes              | 333 987    | 6             | 44          |
| 2        | Angers              | 160 021    | 18            | 49          |
| 3        | Le Mans             | 145 876    | 24            | 72          |
| 4        | St Nazaire          | 73 143     | 71            | 44          |
| 5        | La Roche sur Yon    | 55 614     | 109           | 85          |
| 6        | Cholet              | 53 936     | 113           | 49          |
| 7        | Les Sables d'Olonne | 51 516     | 131           | 85          |
| 8        | St Herblain         | 51 494     | 132           | 44          |
| 9        | Laval               | 49 508     | 137           | 53          |
| 10       | Rezé                | 44 829     | 172           | 44          |